# Condado de Ravalli
O Condado de Ravalli é um dos 56 condados do estado norte-americano de Montana. A sede de condado é Hamilton, que é também a sua maior cidade. O condado tem uma área de 6216 km² (dos quais 16 km² estão cobertos por água), uma população de 36 070 habitantes, e uma densidade populacional de 5,8 hab/km² (segundo o censo nacional de 2000). O condado foi fundado em 1893 e recebeu o seu nome em homenagem a Antonio Ravalli, um missionário jesuíta que chegou à zona do condado em 1845.